# LADY MADONNA 〜憂鬱なるスパイダー〜
「LADY MADONNA 〜憂鬱なるスパイダー〜」（レディ マドンナ ゆううつなるスパイダー）は、日本の音楽グループLOVE PSYCHEDELICOの1枚目のシングルである。2000年4月21日発売。発売元はビクターエンタテインメント。

## 概要
デビューシングルであり、バンドとして初めて作った曲。ミュージック・ビデオの監督は中村友彦。

## 収録曲
| 全作詞・作曲・編曲: LOVE PSYCHEDELICO。 |                                         |                   |                   |      |
| #                                       | タイトル                                | 作詞              | 作曲・編曲        | 時間 |
| 1.                                      | 「LADY MADONNA 〜憂鬱なるスパイダー〜」 | LOVE PSYCHEDELICO | LOVE PSYCHEDELICO | 4:40 |
| 2.                                      | 「LOW」                                 | LOVE PSYCHEDELICO | LOVE PSYCHEDELICO | 3:45 |
| 3.                                      | 「FLY」                                 | LOVE PSYCHEDELICO | LOVE PSYCHEDELICO | 3:53 |

## 収録アルバム

### LADY MADONNA 〜憂鬱なるスパイダー〜
- オリジナル『THE GREATEST HITS』（2001年1月11日）
- オムニバス『802 HEAVY ROTATIONS J-HITS COMPLETE 99-01』（2004年12月8日）
- ベスト『Early Times』（2005年2月9日）
- ライブ『LIVE PSYCHEDELICO』（2006年3月22日）
- ベスト『This is LOVE PSYCHEDELICO』（2008年6月18日）

### LOW
- オリジナル『THE GREATEST HITS』（2001年1月11日）
※ver.1.1